# Handball-FDGB-Pokal 1989/90
Der Handball-FDGB-Pokal der Herren wurde mit der Saison 1989/90 zum 20. Mal ausgetragen. Es war zugleich die letzte Auflage unter diesem Titel. Noch während des laufenden Wettbewerbs wurde eine Umbenennung in „Pokal“ vorgenommen. Der SC Magdeburg, der ungeschlagen seinen vierten Titel errang, sicherte sich zudem die Teilnahme am Europapokal der Pokalsieger.

## Teilnehmende Mannschaften
Für den FDGB-Pokal hatten sich folgende 66 Mannschaften qualifiziert:
| DDR-Oberliga die 12 Vereine der Saison 1989/90 | DDR-Liga die 24 Vereine der Saison 1989/90 | Bezirksvertreter die 25 Vereine aus der Saison 1988/89 (Meister, Pokalsieger bzw. Pokalfinalisten) die 5 DDR-Liga Absteiger der Saison 1988/89 |
| - ASK Vorwärts Frankfurt/O. - SC Magdeburg - SC Empor Rostock (TV) - SC Leipzig - SC Dynamo Berlin - BSG Motor Eisenach - BSG Post Schwerin - SG Dynamo Halle-Neustadt - BSG Wismut Aue - SG Stahl Brandenburg/Kirchmöser - BSG Chemie Piesteritz - HG 85 Köthen (TV) – Titelverteidiger Namensänderungen während des Wettbewerbs: SC Dynamo Berlin ⇒ 1. SC Berlin SG Stahl Brandenburg/Kirchmöser ⇒ BSV Stahl Brandenburg (während der Endrunde) | Staffel Nord - BSG Lokomotive RAW Cottbus - BSG ZAB Dessau - ASK Vorwärts Frankfurt/O. II - SC Dynamo Berlin II - BSG SVKE Britz - SC Empor Rostock II - SG Dynamo/Motor Staßfurt - BSG Chemie Premnitz - SG Dynamo „Dr. Kurt Fischer“ Berlin - BSG Post Schwerin II - BSG Schiffahrt/Hafen Rostock - BSG Stahl Eisenhüttenstadt Staffel Süd - SG Lok/Motor Süd-Ost Magdeburg - ASG Offiziershochschule Löbau - BSG Grubenlampe Zwickau - SC Magdeburg II - SC Leipzig II - SG Dynamo Halle-Neustadt II - BSG Motor Eisenach II - HSG Wissenschaft Freiberg - SG Dynamo Mitte/EGS Suhl - BSG Motor Bernburg - BSG „Thomas Müntzer“ Mühlhausen - BSG Motor Zwönitz | - Bezirk Rostock BSG Motor Stralsund - Bezirk Schwerin BSG Aufbau/Chemie Schwerin BSG Lokomotive Bützow - Bezirk Neubrandenburg ASG Vorwärts Trollenhagen BSG Einheit/Sirokko Neubrandenburg - Bezirk Potsdam HSG PH Potsdam BSG Motor Hennigsdorf - Ost-Berlin BSG EAW Treptow BSG Lokomotive „Erich Steinfurth“ Berlin BSG Rotation Prenzlauer Berg - Bezirk Frankfurt (Oder) BSG SVKE Britz II - Bezirk Magdeburg TSG Calbe BSG Post Magdeburg BSG Traktor Solpke/Mieste - Bezirk Halle BSG Stahl Frankleben - Bezirk Leipzig BSG Traktor Glesien BSG Lokomotive Delitzsch - Bezirk Cottbus BSG Lokomotive RAW Cottbus II TSG Lübbenau TSG Bad Liebenwerda - Bezirk Dresden BSG Traktor Lommatzsch BSG Motor Cunewalde - Bezirk Karl-Marx-Stadt BSG Wismut Aue II BSG Motor Spinnereimaschinenbau Karl-Marx-Stadt - Bezirk Erfurt BSG Umformtechnik Erfurt - Bezirk Gera BSG Motor Hermsdorf BSG Wismut Ronneburg BSG WBK Gera - Bezirk Suhl BSG Traktor Breitungen BSG Plasta Sonneberg |

## Modus
In sechs Runden, die alle im K.-o.-System ausgespielt wurden, wurde der sechste Teilnehmer für das Endrunden-Turnier ermittelt. An der ersten Hauptrunde nahmen vier Betriebssportgemeinschaften der Handball-Oberliga (9. und 10. des Spieljahres 1988/89 sowie beide Aufsteiger), die Mannschaften aus der Handball-DDR-Liga und sämtliche Bezirksvertreter teil. In der zweiten Hauptrunde kamen dann die restlichen drei Betriebssportgemeinschaften aus der Handball-Oberliga dazu. Die Auslosung erfolgte in beiden Runden nach möglichst territorialen Gesichtspunkten und brachte in der 1. Hauptrunde den Bezirksvertretern einen Heimvorteil gegenüber höherklassigen Mannschaften. Ab der 3. Hauptrunde wurde dann frei gelost. Im Endrunden-Turnier, welches im Modus „Jeder gegen Jeden“ ausgetragen wurde, traf der Qualifikationssieger auf die gesetzten fünf Sportclub Mannschaften aus der Oberliga.

## 1. Hauptrunde
| Datum            |                                                 | Ergebnis    |                                          |
| ---------------- | ----------------------------------------------- | ----------- | ---------------------------------------- |
| Sa 16.09., 14:00 | BSG Rotation Prenzlauer Berg                    | 18:24       | SC Dynamo Berlin II                      |
| Sa 16.09., 14:00 | BSG SVKE Britz II                               | 21:20       | BSG Lokomotive „Erich Steinfurth“ Berlin |
| Sa 16.09., 15:30 | BSG Umformtechnik Erfurt                        | 18:21       | BSG Motor Hermsdorf                      |
| Sa 16.09., 15:30 | BSG Plasta Sonneberg                            | 24:21       | BSG WBK Gera                             |
| Sa 16.09., 15:30 | BSG Motor Eisenach II                           | 20:19       | SG Dynamo Mitte/EGS Suhl                 |
| Sa 16.09., 15:30 | BSG Traktor Breitungen                          | 22:27       | BSG „Thomas Müntzer“ Mühlhausen          |
| Sa 16.09., 15:30 | BSG Stahl Frankleben                            | 18:20       | SG Lok/Motor Süd-Ost Magdeburg           |
| Sa 16.09., 15:30 | TSG Calbe                                       | 22:18       | BSG ZAB Dessau                           |
| Sa 16.09., 15:30 | BSG Post Magdeburg                              | 29:31       | SG Dynamo/Motor Staßfurt                 |
| Sa 16.09., 15:30 | SG Dynamo Halle-Neustadt II                     | 22:16       | SC Magdeburg II                          |
| Sa 16.09., 15:30 | HSG PH Potsdam                                  | 16:30       | HG 85 Köthen                             |
| Sa 16.09., 15:30 | BSG Lokomotive Delitzsch                        | 19:30       | BSG Traktor Solpke/Mieste                |
| Sa 16.09., 15:30 | BSG Traktor Glesien                             | 26:25 n. V. | BSG Motor Bernburg                       |
| Sa 16.09., 15:30 | BSG Motor Zwönitz                               | 20:27       | HSG Wissenschaft Freiberg                |
| Sa 16.09., 15:30 | BSG Traktor Lommatzsch                          | [ H1 1 ]    | BSG Grubenlampe Zwickau                  |
| Sa 16.09., 15:30 | BSG Motor Cunewalde                             | 15:26       | BSG Wismut Aue                           |
| Sa 16.09., 15:30 | BSG Wismut Ronneburg                            | [ H1 2 ]    | BSG Wismut Aue II                        |
| Sa 16.09., 15:30 | ASG Offiziershochschule Löbau                   | 24:22       | BSG Chemie Piesteritz                    |
| Sa 16.09., 15:30 | BSG Motor Spinnereimaschinenbau Karl-Marx-Stadt | 20:30       | SC Leipzig II                            |
| Sa 16.09., 15:30 | BSG Motor Hennigsdorf                           | 18:26       | BSG Lokomotive RAW Cottbus               |
| Sa 16.09., 15:30 | BSG SVKE Britz                                  | 26:22       | BSG Stahl Eisenhüttenstadt               |
| Sa 16.09., 15:30 | TSG Lübbenau                                    | 23:19       | ASK Vorwärts Frankfurt/O. II             |
| Sa 16.09., 15:30 | TSG Bad Liebenwerda                             | 26:22       | BSG Lokomotive RAW Cottbus II            |
| Sa 16.09., 15:30 | ASG Vorwärts Trollenhagen                       | 32:34 n. V. | BSG Schiffahrt/Hafen Rostock             |
| Sa 16.09., 15:30 | BSG Lokomotive Bützow                           | 24:29       | BSG Post Schwerin II                     |
| Sa 16.09., 15:30 | BSG Aufbau/Chemie Schwerin                      | 20:29       | SG Stahl Brandenburg/Kirchmöser          |
| Sa 16.09., 15:30 | BSG Motor Stralsund                             | 21:24       | SC Empor Rostock II                      |
| Sa 16.09., 15:30 | BSG EAW Treptow                                 | 21:26       | BSG Chemie Premnitz                      |
| Sa 16.09., 17:00 | BSG Einheit/Sirokko Neubrandenburg              | 19:30       | SG Dynamo „Dr. Kurt Fischer“ Berlin      |

1. ↑  BSG Grubenlampe Zwickau kam kampflos weiter
2. ↑  BSG Wismut Ronneburg kam kampflos weiter

## 2. Hauptrunde
| Datum            |                                     | Ergebnis |                                |
| ---------------- | ----------------------------------- | -------- | ------------------------------ |
| Sa 21.10., 15:30 | HG 85 Köthen                        | 22:21    | SC Leipzig II                  |
| Sa 21.10., 15:30 | BSG Wismut Ronneburg                | 27:17    | BSG Traktor Glesien            |
| Sa 21.10., 15:30 | BSG Motor Hermsdorf                 | 18:32    | SG Dynamo Halle-Neustadt       |
| Sa 21.10., 15:30 | BSG Chemie Premnitz                 | 26:23    | BSG SVKE Britz                 |
| Sa 21.10., 15:30 | BSG Schiffahrt/Hafen Rostock        | 21:19    | BSG SVKE Britz II              |
| Sa 21.10., 15:30 | SG Stahl Brandenburg/Kirchmöser     | 22:16    | SG Lok/Motor Süd-Ost Magdeburg |
| Sa 21.10., 15:30 | BSG Post Schwerin II                | 27:26    | TSG Calbe                      |
| Sa 21.10., 15:30 | BSG Traktor Solpke/Mieste           | 20:33    | SC Empor Rostock II            |
| Sa 21.10., 15:30 | HSG Wissenschaft Freiberg           | 15:19    | SC Dynamo Berlin II            |
| Sa 21.10., 15:30 | ASG Offiziershochschule Löbau       | 39:18    | TSG Lübbenau                   |
| Sa 21.10., 15:30 | BSG Lokomotive RAW Cottbus          | 29:25    | BSG Grubenlampe Zwickau        |
| Sa 21.10., 15:30 | BSG Wismut Aue                      | 36:18    | TSG Bad Liebenwerda            |
| Sa 21.10., 15:30 | BSG Motor Eisenach                  | 33:17    | BSG Plasta Sonneberg           |
| Sa 21.10., 15:30 | BSG „Thomas Müntzer“ Mühlhausen     | 28:15    | BSG Motor Eisenach II          |
| Sa 21.10., 15:30 | SG Dynamo/Motor Staßfurt            | 29:28    | SG Dynamo Halle-Neustadt II    |
| Sa 21.10., 17:00 | SG Dynamo „Dr. Kurt Fischer“ Berlin | 21:34    | BSG Post Schwerin              |

## 3. Hauptrunde
| Datum            |                            | Ergebnis |                                 |
| ---------------- | -------------------------- | -------- | ------------------------------- |
| Sa 18.11., 15:30 | SC Dynamo Berlin II        | 27:19    | BSG Post Schwerin               |
| Sa 18.11., 15:30 | SG Dynamo Halle-Neustadt   | 24:15    | ASG Offiziershochschule Löbau   |
| Sa 18.11., 15:30 | BSG Lokomotive RAW Cottbus | 22:26    | BSG Wismut Aue                  |
| Sa 18.11., 15:30 | SC Empor Rostock II        | 24:17    | BSG „Thomas Müntzer“ Mühlhausen |
| Sa 18.11., 15:30 | BSG Motor Eisenach         | 19:17    | HG 85 Köthen                    |
| Sa 18.11., 15:30 | SG Dynamo/Motor Staßfurt   | 29:23    | BSG Schiffahrt/Hafen Rostock    |
| Sa 18.11., 15:30 | BSG Chemie Premnitz        | 28:23    | BSG Post Schwerin II            |
| Sa 18.11., 15:30 | BSG Wismut Ronneburg       | 22:32    | SG Stahl Brandenburg/Kirchmöser |

## 4. Hauptrunde
| Datum            |                                 | Ergebnis    |                          |
| ---------------- | ------------------------------- | ----------- | ------------------------ |
| Sa 13.01., 15:30 | SG Stahl Brandenburg/Kirchmöser | 22:21       | BSG Chemie Premnitz      |
| Sa 13.01., 15:30 | SG Dynamo Halle-Neustadt        | 22:16       | BSG Motor Eisenach       |
| Sa 13.01., 15:30 | BSG Wismut Aue                  | [ H4 1 ]    | SG Dynamo/Motor Staßfurt |
| Sa 13.01., 15:30 | SC Empor Rostock II             | 26:23 n. V. | SC Dynamo Berlin II      |

1. ↑  Die BSG Wismut Aue kam kampflos weiter, da Staßfurt nicht anreiste.

## 5. Hauptrunde
| Datum            |                                 | Ergebnis |                          |
| ---------------- | ------------------------------- | -------- | ------------------------ |
| Sa 10.02., 15:30 | BSG Wismut Aue                  | [ H5 1 ] | SC Empor Rostock II      |
| Sa 10.02., 15:30 | SG Stahl Brandenburg/Kirchmöser | [ H5 2 ] | SG Dynamo Halle-Neustadt |

1. ↑  BSG Wismut Aue kam kampflos weiter
2. ↑  Die SG Stahl Brandenburg/Kirchmöser kam kampflos weiter, da sich die SG Dynamo Halle-Neustadt vom Spielbetrieb zurückzog.

## 6. Hauptrunde
| Datum                    |                | Gesamt |                                 | Hinspiel | Rückspiel |
| ------------------------ | -------------- | ------ | ------------------------------- | -------- | --------- |
| Sa 3. März / Mi 14. März | BSG Wismut Aue | 57:59  | SG Stahl Brandenburg/Kirchmöser | 27:29    | 30:30     |

 Qualifikant für das Endrunden-Turnier

## Endrunde
Hauptspielort der Endrunde, die vom 13. bis 17. Juni 1990 ausgetragen wurde, war die Rostocker Sport- und Kongresshalle. Weitere vier Spiele fanden in der Wismarer Sport- und Mehrzweckhalle an der Bürgermeister-Haupt-Straße statt.

### Spiele
1. Spieltag:
| Datum            |                  | Ergebnis |                                 | Spielort |
| ---------------- | ---------------- | -------- | ------------------------------- | -------- |
| Mi 13.06., 17:00 | 1. SC Berlin     | 28:25    | SG Stahl Brandenburg/Kirchmöser | Wismar   |
| Mi 13.06., 17:30 | SC Empor Rostock | 21:25    | SC Leipzig                      | Rostock  |
| Mi 13.06., 18:45 | SC Magdeburg     | 25:19    | ASK Vorwärts Frankfurt/O.       | Rostock  |

2. Spieltag:
| Datum            |                       | Ergebnis |                           | Spielort |
| ---------------- | --------------------- | -------- | ------------------------- | -------- |
| Do 14.06., 17:00 | BSV Stahl Brandenburg | 22:20    | SC Leipzig                | Rostock  |
| Do 14.06., 17:00 | SC Magdeburg          | 23:23    | SC Empor Rostock          | Wismar   |
| Do 14.06., 18:15 | 1. SC Berlin          | 25:19    | ASK Vorwärts Frankfurt/O. | Rostock  |

3. Spieltag:
| Datum            |                           | Ergebnis |                  | Spielort |
| ---------------- | ------------------------- | -------- | ---------------- | -------- |
| Fr 15.06., 17:00 | BSV Stahl Brandenburg     | 17:24    | SC Magdeburg     | Rostock  |
| Fr 15.06., 17:00 | SC Leipzig                | 20:19    | 1. SC Berlin     | Wismar   |
| Fr 15.06., 18:15 | ASK Vorwärts Frankfurt/O. | 26:25    | SC Empor Rostock | Rostock  |

4. Spieltag:
| Datum            |                  | Ergebnis |                           | Spielort |
| ---------------- | ---------------- | -------- | ------------------------- | -------- |
| Sa 16.06., 14:30 | SC Empor Rostock | 20:20    | BSV Stahl Brandenburg     | Rostock  |
| Sa 16.06., 16:00 | SC Leipzig       | 22:19    | ASK Vorwärts Frankfurt/O. | Wismar   |
| Sa 16.06., 17:15 | SC Magdeburg     | 26:19    | 1. SC Berlin              | Rostock  |

5. Spieltag:
| Datum            |                           | Ergebnis |                       | Spielort |
| ---------------- | ------------------------- | -------- | --------------------- | -------- |
| So 17.06., 09:30 | ASK Vorwärts Frankfurt/O. | 25:21    | BSV Stahl Brandenburg | Rostock  |
| So 17.06., 11:00 | SC Magdeburg              | 25:19    | SC Leipzig            | Rostock  |
| So 17.06., 12:30 | 1. SC Berlin              | 23:17    | SC Empor Rostock      | Rostock  |

### Abschlusstabelle
| Pl. | Mannschaft                | Sp. | S | U | N | Tore    | Diff. | Punkte |
| --- | ------------------------- | --- | - | - | - | ------- | ----- | ------ |
| 1.  | SC Magdeburg              | 5   | 4 | 1 | 0 | 123:970 | +26   | 09:10  |
| 2.  | 1. SC Berlin              | 5   | 3 | 0 | 2 | 114:107 | +7    | 06:40  |
| 3.  | SC Leipzig                | 5   | 3 | 0 | 2 | 106:106 | ±0    | 06:40  |
| 4.  | ASK Vorwärts Frankfurt/O. | 5   | 2 | 0 | 3 | 108:118 | −10   | 04:60  |
| 5.  | BSV Stahl Brandenburg     | 5   | 1 | 1 | 3 | 105:117 | −12   | 03:70  |
| 6.  | SC Empor Rostock          | 5   | 0 | 2 | 3 | 106:117 | −11   | 02:80  |

Platzierungskriterien: 1. Punkte – 2. Tordifferenz – 3. geschossene Tore

### FDGB-Pokalsieger
| 1.                    | SC Magdeburg |
| --------------------- | --- |
| Logo vom SC Magdeburg | - Tor: Knut Koch, Gunar Schimrock - Feldspieler: Holger Winselmann (20/–), Jens Fiedler (21/3), Heiner Benecke (13/–), Markus Pregler (8/–), Andreas Fink (6/–), Heiko Triepel (15/1), Steffen Stiebler (8/–), Gerrit Klemm, Thomas Michel (21/–), Holger Dorst (1/–), Andreas Frank, Karsten Schulze (4/–), Sven Liesegang (6/1) – (Tore/7 m) - Trainer: Hartmut Krüger |

### Torschützenliste
Torschützenkönig des Endturniers wurde Uwe Seidel vom ASK Vorwärts Frankfurt/O. mit 32 Toren.
|     | Spieler             | Mannschaft                | Tore / 7m |
| --- | ------------------- | ------------------------- | --------- |
| 01. | Uwe Seidel          | ASK Vorwärts Frankfurt/O. | 32 / 11   |
| 02. | Rüdiger Borchardt   | SC Empor Rostock          | 29 / 08   |
| 03. | Jürgen Querengässer | 1. SC Berlin              | 27 / 11   |
| 04. | Andreas Friedrich   | SC Leipzig                | 24 / 02   |
| 05. | Frank Mühlner       | SC Leipzig                | 22 / 11   |
| 06. | Thomas Michel       | SC Magdeburg              | 21 / 0–   |
| 06. | Jens Fiedler        | SC Magdeburg              | 21 / 03   |
| 08. | Holger Winselmann   | SC Magdeburg              | 20 / 0–   |
| 08. | Stephan Hauck       | 1. SC Berlin              | 20 / 0–   |
| 08. | Enrico Marcus       | SC Leipzig                | 20 / 01   |
| 08. | Jörg Rademacher     | BSV Stahl Brandenburg     | 20 / 01   |